# Angelo De Martino
Angelo De Martino ou De Martini (né le 24 janvier 1897 à Villafranca di Verona et mort le 17 août 1979 à Vérone) est un coureur cycliste italien. Lors des Jeux olympiques de 1924 à Paris, il a remporté la médaille d'or de la poursuite par équipes avec Francesco Zucchetti, Alfredo Dinale et Aleardo Menegazzi.

## Palmarès
- 1924
  -  Champion olympique de poursuite par équipes (avec Francesco Zucchetti, Alfredo Dinale et Aleardo Menegazzi)
  - 4e des 50 km aux Jeux olympiques